# Heinz Lüthi
Heinz Lüthi (1º gennaio 1964) è un pilota motociclistico svizzero, ritiratosi dall'attività agonistica.

## Carriera
Debutta nel motomondiale con una wild card al gran premio di San Marino nel 1987 in sella a una Honda nella classe 125. Non riesce però a qualificarsi per la gara. Effettua il debutto in gara in quella seguente in Portogallo. Nel 1988 diventa titolare sempre su una Honda, in quest'annata conquista i suoi primi punti iridati. Il 1990 è la sua migliore annata, si classifica 10º in campionato e ottiene il suo primo podio iridato grazie a un secondo posto nel gran premio d'Ungheria. L'anno dopo ottiene il suo secondo podio con un terzo posto nel gran premio di Germania. Dopo la fine della stagione 1992 lascia il motomondiale.

## Risultati nel motomondiale
| 1987 | Classe | Moto  |    |  |  |  |  |    |  |  |  |  |  |    |     |    |    | Punti | Pos. |
| ---- | ------ | ----- | -- |  |  |  |  | -- |  |  |  |  |  | -- | --- | -- | -- | ----- | ---- |
| 1987 | 125    | Honda | NE |  |  |  |  | NE |  |  |  |  |  | NQ | Rit | NE | NE | 0     |      |

| 1988 | Classe | Moto  |    |    |    |    |    |     |    |    |    |    |     |    |    |    |    | Punti | Pos. |
| ---- | ------ | ----- | -- | -- | -- | -- | -- | --- | -- | -- | -- | -- | --- | -- | -- | -- | -- | ----- | ---- |
| 1988 | 125    | Honda | NE | NE | 11 | NE | 12 | Rit | 17 | 11 | 16 | 10 | Rit | 13 | 11 | 14 | NE | 30    | 16º  |

| 1989 | Classe | Moto  |    |     |    |     |     |    |    |    |    |    |    |    |    |    |    | Punti | Pos. |
| ---- | ------ | ----- | -- | --- | -- | --- | --- | -- | -- | -- | -- | -- | -- | -- | -- | -- | -- | ----- | ---- |
| 1989 | 125    | Honda | 20 | Rit | NE | Rit | Rit | NQ | 21 | NE | 22 | NP | NQ | 18 | 16 | 15 | NE | 1     | 46º  |

| 1990 | Classe | Moto  |    |    |     |    |   |    |    |   |     |   |     |    |   |   |    | Punti | Pos. |
| ---- | ------ | ----- | -- | -- | --- | -- | - | -- | -- | - | --- | - | --- | -- | - | - | -- | ----- | ---- |
| 1990 | 125    | Honda | NP | NE | Rit | 10 | 6 | 20 | 11 | 7 | Rit | 7 | Rit | 11 | 5 | 2 | 10 | 78    | 10º  |

| 1991 | Classe | Moto  |   |   |    |     |   |   |   |    |     |    |     |    |    |    |     | Punti | Pos. |
| ---- | ------ | ----- | - | - | -- | --- | - | - | - | -- | --- | -- | --- | -- | -- | -- | --- | ----- | ---- |
| 1991 | 125    | Honda | 6 | 7 | NE | Rit | 7 | 3 | 9 | 20 | Rit | 18 | Rit | 14 | 12 | NE | Rit | 56    | 11º  |

| 1992 | Classe | Moto  |    |    |    |    |    |     |    |     |     |     |    |    |     |  |  | Punti | Pos. |
| ---- | ------ | ----- | -- | -- | -- | -- | -- | --- | -- | --- | --- | --- | -- | -- | --- |  |  | ----- | ---- |
| 1992 | 125    | Honda | 15 | 17 | 10 | 20 | 13 | Rit | NP | Rit | Rit | Rit | 16 | 23 | Rit |  |  | 1     | 22º  |

| Legenda | 1º posto        | 2º posto            | 3º posto            | A punti      | Senza punti        | Grassetto – Pole position Corsivo – Giro più veloce |
| Legenda | Gara non valida | Non qual./Non part. | Ritirato/Non class. | Squalificato | '-' Dato non disp. | Grassetto – Pole position Corsivo – Giro più veloce |